# Ất Tỵ
Ất Tỵ (chữ Hán: 乙巳) là kết hợp thứ 42 trong hệ thống đánh số Can Chi của người Á Đông. Nó được kết hợp từ thiên can Ất (Mộc âm) và địa chi Tỵ (rắn). Trong chu kỳ của lịch Trung Quốc, nó xuất hiện trước Bính Ngọ và sau Giáp Thìn.

## Các năm Ất Tỵ
Giữa năm 1700 và 2200, những năm sau đây là năm Ất Tỵ (lưu ý ngày được đưa ra được tính theo lịch Việt Nam, chưa được sử dụng trước năm 1967):
- 1725
- 1785
- 1845
- 1905 (4 tháng 2, 1905 – 24 tháng 1, 1906)
- 1965 (2 tháng 2, 1965 – 20 tháng 1, 1966)
- 2025 (29 tháng 1, 2025 – 16 tháng 2, 2026)
- 2085 (26 tháng 1, 2085 – 13 tháng 2, 2086)
- 2145